# Marzelewo
Marzelewo – opuszczona osada w Polsce położona w województwie wielkopolskim, w powiecie wrzesińskim, w gminie Września.
W latach 1975–1998 miejscowość administracyjnie należała do województwa poznańskiego.
Prowadzi tędy niebieski szlak turystyczny PTTK (WK-3616-n) oraz zielony szlak pieszy.
Wieś położona była w lesie, około 5 km od Nowego Folwarku, dojechać do niej było można jedynie polną drogą.
Wieś została opuszczona około 2008 roku. Ostatnie budynki zostały wyburzone w 2014 roku.